# ادیگاناپالی
ادیگاناپالی (به انگلیسی: Adiganapalli) شهری در هند است که در کارناتاکا واقع شده‌است.